# レヴィーネ・ラーゴ
レヴィーネ・ラーゴ（伊: Revine Lago）は、イタリア共和国ヴェネト州トレヴィーゾ県にある、人口約2,100人の基礎自治体（コムーネ）。

## 地理

### 位置・広がり

#### 隣接コムーネ
隣接するコムーネは以下の通り。
- ボルゴ・ヴァルベッルーナ (BL)
- チゾーン・ディ・ヴァルマリーノ
- リマーナ (BL)
- タルツォ
- ヴィットーリオ・ヴェーネト

### 気候分類・地震分類
気候分類では、zona E, 2795 GGに分類される。
また、イタリアの地震リスク階級 (it) では、zona 1 (sismicità alta) に分類される。

## 行政

### 分離集落
レヴィーネ・ラーゴには、以下の分離集落（フラツィオーネ）がある。
- Lago, Revine, Santa Maria (Sede Municipale), Sottocroda

## 姉妹都市
- Mitterdorf an der Raab、オーストリア